# 柄式手榴弹
柄式手榴彈（德語：Stielhandgranate）為德國陸軍自第一次世界大戰中期至第二次世界大戰末期所使用之手榴彈。它獨特的外表使它被稱作「柄狀榴彈」，或是英國陸軍俚語中的「馬鈴薯搗碎器」，且為20世紀步兵武器中最易辨識者之一。

## 設計與操作

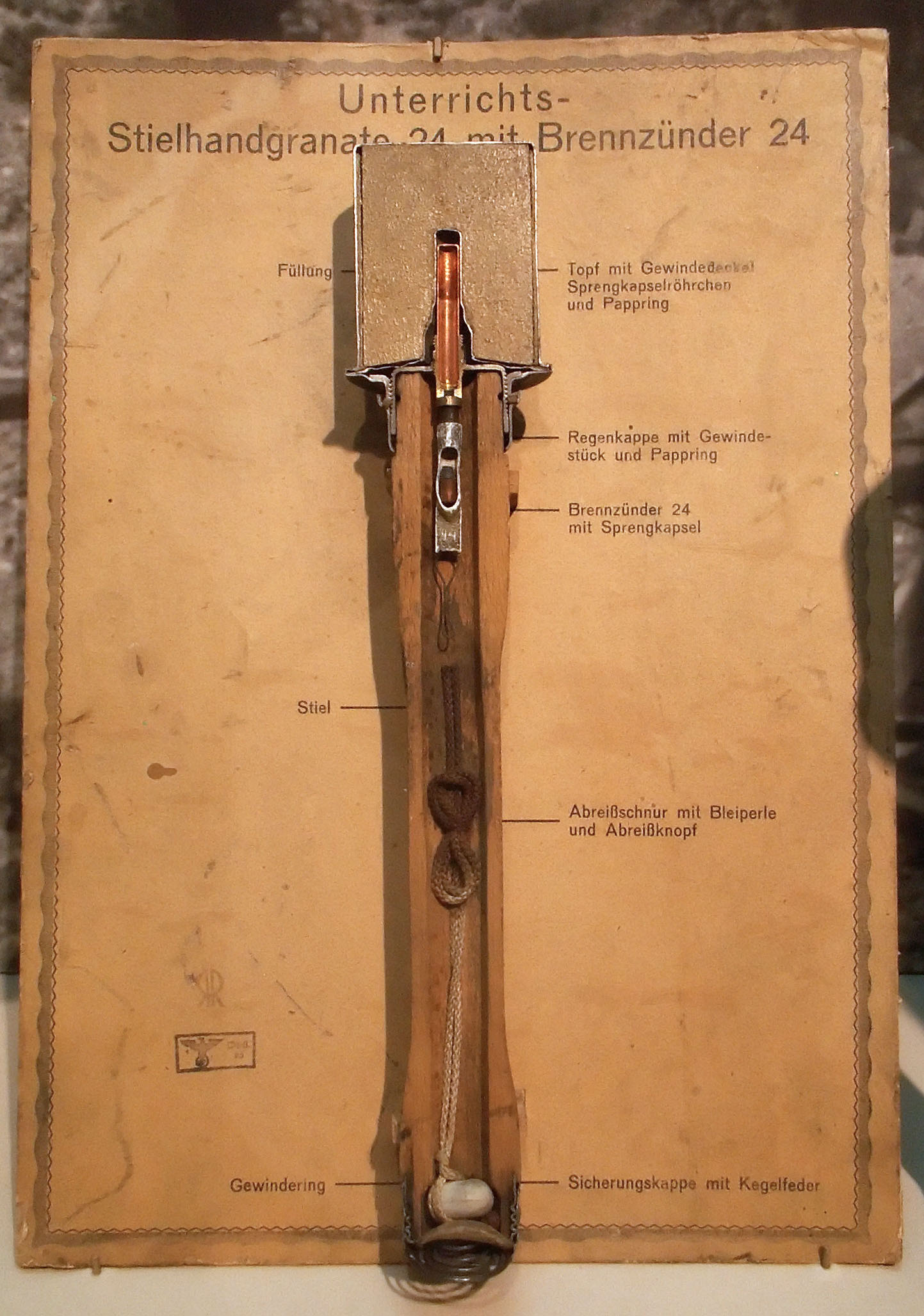
24型柄状手榴弹橫切面

柄狀手榴彈於1915年首次推出，而它的設計隨著第一次世界大戰一同演進。此手榴彈使用摩擦點燃裝置；此方法在其他國家的手榴彈相當罕見，但在德製手榴彈卻相當常見。
大致構造：連接到炸藥的引爆器會垂出一條拉火繩進入中空的握把，在末端以一顆小陶瓷球為尾，並以一個可旋除的底蓋固定。
當使用手榴彈時，先旋下底部蓋子使球與拉繩掉出。拉動拉繩會拉動一支表面粗糙的鐵桿穿過引爆器，使它點燃並令5秒長的引信開始燃燒。這使得這種手榴彈能被掛在籬笆上，能夠有效防止有人攀爬；只要觸發到這種手榴彈，就會導致它掉落並點燃引信。最早的柄狀手榴彈有永久自握把接近底部處露出的拉繩（而不是塞入可旋除的底蓋）。這些露出的拉繩在運輸途中經常意外被勾扯到引信而使手榴彈引爆，從而導致致命的意外。柄狀手榴彈是裝箱運輸的，而它們的引信組合必須在戰鬥前插入；每份炸藥上都漆上了提醒的字眼（VOR GEBRAUCH SPRENGKAPSEL EINSETZEN，中文意為「使用前插入引爆器」）。
此類的手榴彈的設計為在薄壁鋼罐中填入高爆炸藥，為「攻擊型」（使用爆炸威力造成殺傷）手榴彈的經典例子，而不是「防禦型」（使用破片造成殺傷）手榴彈。1942年採用了一種有凹溝的破片套（Splitterring）；它能夠被套在手榴彈的爆炸頭外。破片套產生的破片會隨著爆炸四散，使此手榴彈對人員更具殺傷力。握柄提供了一個力臂，使得投擲距離大幅上升。24型手榴彈能被扔到大約到30到40碼（～27.43米到～36.58米）外，而英國的米爾斯炸彈則只能被丟至約15碼（～13.72米）外。當投擲者在城市或山坡環境時，此設計也降低了手榴彈向上投擲後滾回來的風險。這些手榴彈在清除步兵陣地時顯得非常有用。雖然它們個別使用時對裝甲車輛與碉堡並不是非常有效，但這種手榴彈可以搭配另外六顆以鐵絲綁在周圍的爆炸頭（不含握柄），形成土製的「綑狀」手榴彈。這些被稱作Geballte Ladung（字面意思為「球狀炸彈」或「集中炸彈」）。

## 衍生型

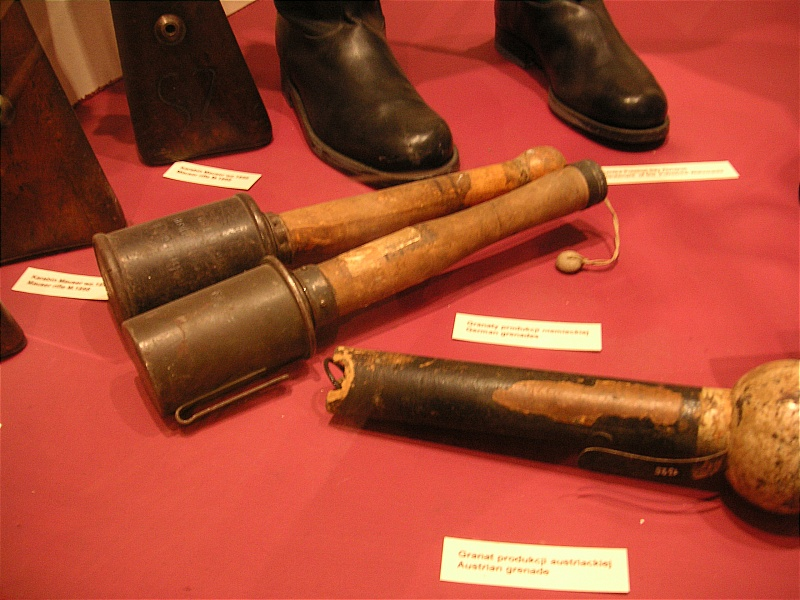
第一次世界大戰德軍手榴彈以及奧匈帝國陶瓷手榴彈

### 「43型柄式手榴彈」
Stielhandgranate經過了數次變形，並在第一次世界大戰中採取了數個版本，直到戰後的1924年出現最後版本。隨著二戰推演，此手榴彈的彈頭變得較小，而且不必要的腰帶夾亦被移除。每次的改變都是往較輕、較易生產、成本較低的方向移動，也因此，雖然「24型柄式手榴彈」仍然被使用至戰爭結束，但它逐漸被較簡單的「43型柄式手榴彈」取代。

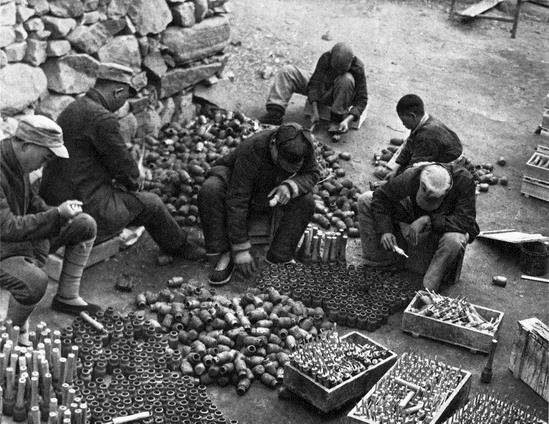
抗戰時以手工土製方式生產鞏式柄式手榴彈的中國八路軍兵工廠

數種替代版本在戰爭後期，隨著德國的資源與生產力減弱，被發展出來。除了常見的高爆柄狀手榴彈以外，德國亦生產了兩種煙霧彈版本，一早期一後期；使用者能以一條環繞握把的白條紋與（較後期的版本上）有凹溝的握把（為了讓使用者在黑暗中能只憑觸覺將它與一般的爆炸版做區別）輕易辨識。由於寒冷的環境能使24型手榴彈失效，在運往俄羅斯使用的手榴彈中填入了特殊炸藥，而這些手榴彈的罐上標注了K（Kalt，「寒冷」）。亦有生產鈍化（非爆炸型）的訓練用手榴彈。

### 「鞏式柄狀手榴彈」與「九八式柄狀手榴彈」，「六三式柄狀手榴彈」与「六七式柄狀手榴彈」
中國國民革命軍所開發生產的「鞏式柄狀手榴彈」與日本帝國陸軍所開發生產的「九八式柄狀手榴彈」的設計也是參考於德國的「24型柄狀手榴弹」，而「鞏式柄狀手榴彈」之所以叫做「鞏式柄狀手榴彈」原因在於它最的原型最早是由河南鞏縣兵工廠所設計出來的，但是之後中國各地的兵工廠都有在生產。如同「漢陽式步槍」也是相同的意思，因為此槍最的原型最早是由湖北漢陽兵工廠所設計出來的，後來中國各地的兵工廠一樣都有在生產。
“鞏式柄式手榴彈”與“九八式柄式手榴彈”当时出于和中日双方設計元年式步槍與三八式步槍的彈藥口徑一樣的原因，都是為了符合當時的中國人與日本人的體格在設計的。所以中國人與日本人在製作鞏式柄式手榴彈與九八式柄式手榴彈時，手榴彈的柄狀部分都是設計的比原本德國的24型柄式手榴弹來得短小，而且幾乎少了十公分左右，當然縮小手榴彈的柄狀部分，這一方面也是為了更加方便攜帶。
二戰結束後的六十年代，中國人民解放军又開發出「六三式柄式手榴彈」與「六七式柄式手榴彈」並于越战中提供給越共游击队和越南人民軍使用。

## 收藏
德國柄式手榴彈對在第二次世界大戰中的盟軍軍人來說是價值相當高的紀念品，而且至今原版手榴彈仍然是收藏家亟欲得到的收藏品。複製品亦有市場，但品質與模仿準確度參差不齊；當中有許多的外型就犯了基礎的錯誤，而且這些複製品通常缺乏細節。在美國，炸藥與引爆器必須移除。

## 流行文化

### 電子遊戲
- 2021年《應徵入伍》：型號為M24型。

## 使用國

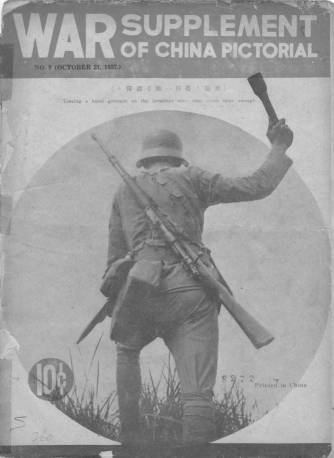
正在投擲鞏式柄式手榴彈的中國士兵

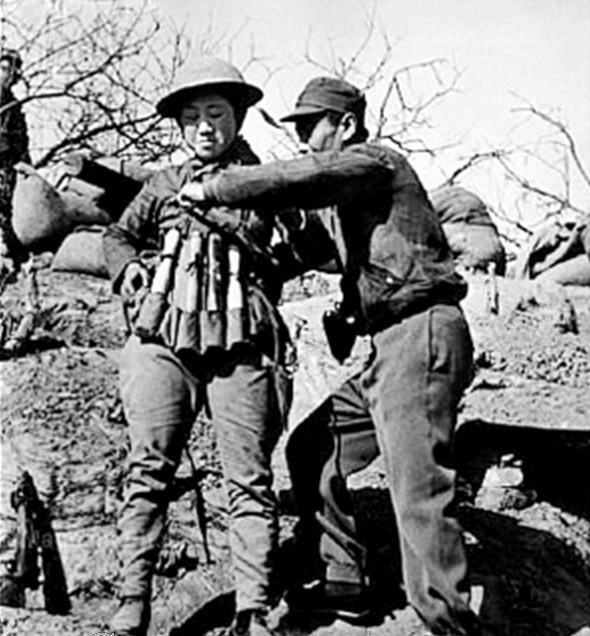
國軍在抗日戰爭中，曾以柄式手榴彈作自殺式攻擊

- 奥匈帝国
- 中華民國
  - 採用仿製型
- 中华人民共和国
  - 採用仿製型
- 克羅埃西亞獨立國
- 芬兰
- 德意志帝國
- 魏瑪共和國
- 納粹德國
- 匈牙利王國
- 大日本帝国
  - 採用仿製型
- 拉脫維亞
- 奥斯曼帝国
- 罗马尼亚王国
- 苏联
  - 戰場繳獲
- 越南
  - 採用中國製仿製型
- 南斯拉夫

## 引述
1. ↑  Bishop, Chris, , New York: Orbis Publiishing Ltd, 1998, ISBN 0-7607-1022-8.

## 外部連結
- （英文）德軍Mod.24 - Mod.43 Stielhandgranate （页面存档备份，存于）
- （英文）二戰德軍手榴彈